# La ragazza e la sua fede
La ragazza e la sua fede (The Girl and Her Trust) è un cortometraggio muto del 1912 diretto da David Wark Griffith. Il film è un remake del precedente film di Griffith The Lonedale Operator, uscito nel 1911.

## Trama
Grace è una telegrafista presso un ufficio lungo la linea ferroviaria ed anche una ragazza tanto carina quanto seria. La vediamo, infatti, respingere un elegante corteggiatore che le aveva portato una bibita. Grace prova, comunque, una certa simpatia per il suo collega di lavoro. Durante una pausa, l'uomo cerca di baciarla di sorpresa ma Grace lo respinge e gli mette il broncio. Subito dopo arriva un telegramma che la informa che con il treno n. 7 arriveranno presso il suo ufficio 2.000 dollari inviati da una banca ad una ditta di costruzioni. Informato di questo, il suo collega vorrebbe lasciare la sua pistola a Grace mentre si allontana ma la ragazza rifiuta, pensando che che non ci siano pericoli in un posto così tranquillo. Arriva il treno e con esso un sacco contenente i soldi che il giovanotto prende in consegna e ripone subito in una robusta cassa all'interno dell'ufficio. Dopo averla chiusa, consegna la chiave a Grace e le offre nuovamente la pistola ma la ragazza rifiuta ancora. L'uomo, però, non si è accorto che sul treno vi erano anche due vagabondi che avevano viaggiato clandestinamente su di esso e che poi avevano assistito alla consegna del denaro. Essi avevano seguito il giovane e visto dove egli aveva conservato i soldi. Così, quando costui si allontana, entrano nell'ufficio del telegrafo malgrado la resistenza di Grace che prova, inutilmente, a tenere la porta chiusa. La ragazza, allora, si barrica nella stanza del telegrafo mentre i due malviventi non sanno come aprire la pesante cassa e si rendono conto di ever bisogno della chiave, in possesso della telegrafista. Nel frattempo, Grace, utilizzando il telegrafo dà l'allarme alla stazione vicina da cui parte una locomotiva in suo soccorso. La ragazza riesce anche a sparare un colpo attraverso la serratura della porta con un ingegnoso trucco, dissuadendo i due dal cercare di abbatterla. I due vagabondi, allora, decidono di portare via la cassa, mettendola su un carrello ferroviario. Grace, però, li insegue e salta sul carrello nel tentativo di fermare i due uomini. Malgrado il suo coraggio, i due uomini hanno la meglio e la colpiscono ripetutamente con i pugni, tramortendola e prendendola come ostaggio, mentre si allontanano con il carrello a mano. Il suo collega, che sta camminando lungo i binari, triste dopo il rifiuto del suo bacio, li vede allontanarsi sul carrello. Il giovane, allora, ferma il treno che sopraggiunge in soccorso della ragazza, vi monta sopra e su questo si mette al loro inseguimento a tutta velocità. Alla fine i due delinquenti vengono raggiunti e catturati mentre Grace, riconoscente, ricompensa il suo salvatore con il bacio tanto desiderato.

## Produzione
Il film fu prodotto dalla Biograph Company.

## Distribuzione
Distribuito dalla General Film Company, il film - un cortometraggio in una bobina - uscì nelle sale cinematografiche statunitensi il 28 marzo 1912.
Copia della pellicola viene conservata negli archivi della Library of Congress.